# Ватра (гурт)
ВІА «Ватра» — вокально-інструментальний ансамбль, який діє у Львові з 1971 року. Створений композитором і виконавцем Михайлом Мануляком при Львівській філармонії.
Відомо декілька складів ВІА «Ватра», які мали суттєві стилеві відмінності від джаз-року до фолку і традиційної естради. Перший склад ансамблю очолював Михайло Мануляк (1971), пізніше Богдан Кудла (1971–1977), другий — Іван Попович (1977–1979), третій — Ігор Білозір (1979–2000). Після трагічної гибелі Ігоря Білозора ансамблем керує Андрій Кучерепа.

## Історія

### Перший склад
Репертуар ансамблю складався майже винятково з авторських українськомовних пісень та сучасних обробок українських народних пісень. Левова частка репертуару ансамблю належала авторству її засновника та керівника Михайла Мануляка. Основним стильовим напрямком були джаз-рок та фольк-джаз-рок (композиції «Танець жаги», «Ватровий дим», «Ой чий то кінь»). ВІА «Ватра» під проводом Михайла Мануляка належала до піонерів джаз-року в Україні.
Після тріумфальних гастролей майже по цілому СРСР (1971) КДБ звернуло пильну увагу на особу керівника гурту та намагалися змусити його відійти від репертуарної політики, спрямованої на розвиток сучасних течій української музики. Після відмови співпрацювати з КДБ і йти на поступки Михайла Мануляка усунули від керівництва ВІА «Ватра» і звільнили з роботи у філармонії.
Після цього гурт очолив Богдан Кудла, який намагався зберегти імідж ансамблю, створений Михайлом Мануляком. 1974 року було випущено платівку ВІА «Ватра», на якій, зокрема, були вміщені фольк-джаз-рокові композиції М. Мануляка, однак без згадування імені композитора, що було під забороною. Сама платівка стала рекордною серед записаних на «Мелодії» українськими виконавцями — вона передруковувалася ще майже 15 років.

### Другий склад
- 1977 — до філармонії запросили створений 1976 року Іваном Поповичем та Віктором Морозовим вокально-інструментальний ансамбль (ВІА) «Ровесник». Візиткою нової «Ватри» стала пісня І.Поповича «Люба-Люба», а про майстерність музикантів свідчить виконувана ними «Голуба рапсодія» Джорджа Гершвіна.

- 1979 року майже весь склад «Ватри» перебрався в Чернівці у ВІА «Смерічка», Попович — в Ужгород, а трубач Володимир Копоть подався до Києва.

### Третій склад
- 1979 — до Львівської філармонії запросили створений 1977 року Романом Лозинським при Будинку культури Львівського автобусного заводу самодіяльний ВІА «Ритми Карпат». Керівником нової «Ватри» став Ігор Білозір, солістами — Оксана Білозір та Мар'ян Шуневич, у початковому складі грали саксофоніст Олексій Сердюк, клавішник Зиновій Левковський, барабанщик Юрій Кедринський, гітарист Андрій Береза, пізніше долучилися скрипаль Ростислав Штинь, вокаліст Ігор Богдан,[1] бандурист Остап Стахів та інші.

Учасники «Ватри» самі «добували» музичну апаратуру, майстрували звукові колонки, розставляли апаратуру до концертів і збирали опісля. Перший репертуар включав народні пісні та пісні авторства Ігоря Білозора.
Від першого міньйону (1981) і до другого (1985) «Ватра» поступово ставала найпопулярнішим ВІА України, хоч їй так і не вдалося позбутися протиріч між суто «ватрівським» фолк-стилем, сольною програмою Оксани Білозір та радянською патріотикою, яку нав'язувала ансамблю художня рада філармонії. «Ватра» гастролювала у Середній Азії, на Далекому Сході, у Москві, на БАМі, у Польщі, Угорщині, Німеччині, Канаді, США, двічі виступала перед військовиками радянського контингенту в Афганістані.
1 січня 1982 року на телеекрани вперше вийшов музичний фільм Львівського телебачення «Ватра» кличе на свято", знятий у Шевченківському гаю.
1986 — через рядки «Крикну-свисну вороного, час, мій коню, час, час!», які наганяли жах на радянську номенклатуру, на з'їзді КПУ у Києві «Ватра» співала пісню «Пшеничне перевесло» з листочків (щоб не збитися) на зовсім інші слова.
З часом, коли було скасовано відсоткове обмеження власних пісень у репертуарі, на перший план дедалі більше виходила Оксана Білозір, а сама «Ватра» сприймалася просто як ансамбль супроводу.
1990 року Оксана Білозір залишила ВІА і створила власний гурт «Оксана». «Ватра» перетворилася на музичний центр під керівництвом Ігоря Білозора, який саме захопився створенням експериментальної музики, поєднуючи стиль нью-ейдж з українським мелосом. Альбом обрядових пісень «Від Миколая до Йордана» у виконанні Ігоря Білозора та «Ватри» 1996 року випустив лейбл «ГалРекордс».
Колишні музиканти «Ватри» створили нові групи: «Жайвір», «Львівські музики», «Гурт Олега Кульчицького».
9 травня 2000 року російськомовні «мажори» Воронов і Калінін жорстоко побили Ігоря Білозора в центрі Львова, і через 20 днів він помер у реанімації. Його смерть мала міжнародний резонанс і викликала громадські заворушення у Львові.
ВІА «Ватра» і надалі входить до складу однойменного музично-мистецького центру «Ватра», керівництво яким перейшло до Ольги Білозір. Станом на 2002 рік у складі гурту були: музичний керівник, скрипаль Андрій Кучерепа, клавішник і саксофоніст Роман Антонишин, басист Сергій Мосесов, гітарист Ярослав Ковалів, барабанщик Ростислав Драла, вокалісти Ольга Буньо та Володимир Питель.

## Дискографія
- 1974 — Вам даруємо (Мелодія)
- 1984 — Кругозор
- Ватра-1 (Yevshan Corp.)
- Ватра-2 (Yevshan Corp.)
- Многая літа (Yevshan Corp.)